# Erhard Fischer (Regisseur)
Martin Erhard Fischer (* 10. November 1922 in Radeberg; † 20. Dezember 1996 in Berlin) war ein deutscher Musiktheaterregisseur.

## Biografie
Erhard Fischer studierte bei Heinz Arnold in Dresden. Sein Regiedebüt erfolgte in Radebeul mit Mozarts Die Entführung aus dem Serail. 1950 bis 1960 wirkte er als Assistent bzw. Spielleiter an der Staatsoper Dresden. Von 1960 bis 1965 wirkte er unter dem Operndirektor Joachim Herz als Oberspielleiter und als künstlerischer Leiter des Kleinen Hauses an der Oper Leipzig; hier entstanden Inszenierungen von Fidelio, Aida, Tannhäuser und Nabucco.
1965 wechselte er als Oberspielleiter, ab 1969 dann als „Chefregisseur“ an die Staatsoper Unter den Linden Berlin. Hier war er auch Regisseur von Raritäten wie Der goldene Hahn, Die Nase, der Katerina Ismaelova (stalinistische Zweitfassung der Lady Macbeth von Mzensk), Die Teufel von Loudun, Die sizilianische Vesper und Hans Pfitzners Palestrina (mit Peter Schreier in der Titelrolle). Unter den Uraufführungen, die er erstmals inszenierte, waren Joe Hill von Alan Bush, Karin Lenz von Günter Kochan und Meister Röckle von Joachim Werzlau.
Die Verpflichtung von Fischer als Chefregisseur der Staatsoper durch deren Chef, den Cembalisten Hans Pischner, erwies sich als weitsichtig, da Fischer einen gemäßigten Gegenpol zum von Felsenstein geprägten Musiktheaterstil der Komischen Oper Berlin vertrat und dennoch als ehemaliger Mitstreiter von Regisseuren wie Joachim Herz mit gewandtem Regiehandwerk sowohl Klassiker als auch Uraufführungen zum Erfolg brachte.
Als Regisseur gastierte Fischer auch in Warschau, Moskau, Genf und in verschiedenen Theatern Westdeutschlands, der Schweiz und Schwedens.
Darüber hinaus war er auch (nacheinander) Lehrbeauftragter und später Abteilungsleiter an den Musikhochschulen von Leipzig, Dresden und Berlin.

## Theater
- 1960: Johann Strauss (Sohn): Der Zigeunerbaron (Metropol-Theater Berlin)
- 1960: Bertolt Brecht/Paul Dessau: Die Verurteilung des Lukullus – Regie mit Ruth Berghaus (Deutsche Staatsoper Berlin)
- 1960: Camillo Walzel/Richard Genée/Franz von Suppè: Boccaccio (Städtische Theater Leipzig – Kleines Haus Dreiindenstraße)
- 1960: Isaak Dunajewski: Wale, Liebe und Matrosen (Städtische Theater Leipzig – Kleines Haus Dreiindenstraße)
- 1961: Karl Haffner/Richard Genée/Johann Strauss (Sohn): Die Fledermaus (Städtische Theater Leipzig – Opernhaus)
- 1961: Klaus Eidam/Wolfram Heicking: Rund ist die Welt (Städtische Theater Leipzig –Kleines Haus Dreiindenstraße)
- 1963: Henri Meilhac/Ludovic Halévy/Jacques Offenbach: Pariser Leben (Städtische Theater Leipzig – Kleines Haus Dreiindenstraße)
- 1965: Camillo Walzel/Richard Genée/Johann Strauss (Sohn): Eine Nacht in Venedig (Städtische Theater Leipzig – Opernhaus)
- 1965: Henri Meilhac/Ludovic Halévy/Jacques Offenbach: Die Banditen (Städtische Theater Leipzig – Kleines Haus Dreiindenstraße)
- 1966: Giuseppe Verdi: Rigoletto (Deutsche Staatsoper Berlin)
- 1967: Giacomo Puccini: La Bohème (Deutsche Staatsoper Berlin)
- 1968: Antonín Dvořák: Rusalka (Deutsche Staatsoper Berlin)
- 1970: Alan Bush: Joe Hill (Deutsche Staatsoper Berlin)
- 1971: Günter Kochan/Erik Neutsch: Karin Lenz (Deutsche Staatsoper Berlin)
- 1973: Dmitri Schostakowitsch: Katarina Ismailowa (Deutsche Staatsoper Berlin)
- 1973: Richard Strauss: Der Rosenkavalier (Deutsche Staatsoper Berlin)

## Auszeichnungen
- Kunstpreis der DDR (1971)
- Nationalpreis der DDR (1973)
- Vaterländischer Verdienstorden in Silber (1976)